# バースデイ (ビートルズの曲)
「バースデイ」（Birthday）は、ビートルズの楽曲である。レノン＝マッカートニー名義となっているが、主にポール・マッカートニーによって書かれた楽曲で、ジョン・レノンも一部手伝ったとされている。1968年に発売された9作目のイギリス盤公式オリジナル・アルバム『ザ・ビートルズ』に収録された。1990年にマッカートニーによるライブ演奏がシングルとして発売され、全英シングルチャートで最高位29位を記録。

## 背景
「バースデイ」の大半は、1968年9月18日にEMIレコーディング・スタジオで行われたレコーディングセッションで、レノンとマッカートニーの2人によって書かれた。歌詞についてマッカートニーは「あれは50対50でジョンと僕。誰かの誕生日だったのか記憶にないけど、あれをやったもうひとつの理由は、クリスマスや誕生日がらみの曲があると、その曲の寿命が長くなることだった。もしそれが良い曲なら、みんなが誕生日会で歌ってくれるからね」と語っている。また、1994年のインタビューでは「僕らは何か作ってみようと思ったんだ。それからリフを作って、このリフを中心にアレンジしたんだよ。これはジョンと僕の半々でその場で作って、その日の夜に録音したんだ」と語っている。
本曲のセッションが行われた同日の21時5分からBBCで、1957年初頭にイギリスで公開された音楽映画『女はそれを我慢できない』の放送が予定されていた。マッカートニーはこの映画を「どうしても見たかった」と語っており、マッカートニーをはじめとするメンバーとスタッフは、同日の17時からレコーディングを開始し、マッカートニーの自宅で映画鑑賞を行うために一旦セッションを中断。鑑賞後、再びスタジオに戻り、セッションを再開した。歌詞は鑑賞後スタジオに戻ってから考えられたもので、マッカートニーは「前もっては全然考えていなかった歌詞だし、それもあって僕のお気に入りの一つになっている」と語っている。
本曲に関して、レノンは1980年の『プレイボーイ』誌のインタビューで「ポールは50年代のヒット曲の『Happy, Happy Birthday Baby』みたいな曲を書こうとしていたんだと思う。ゴミみたいな曲だよ」と批判している。

## レコーディング
「バースデイ」のレコーディングは、1968年9月18日にEMIレコーディング・スタジオのスタジオ2で行われた。ベーシック・トラックは、20テイク（演奏ミスや中断したテイクも含む）で録音された。ベーシック・トラックを録音した4トラック・レコーダーのトラック1にレノンのエレクトリック・ギター、トラック2にリンゴ・スターのドラム、トラック3にマッカートニーのベース、トラック4にジョージ・ハリスンのエレクトリック・ギターが録音されており、テープ・ボックスにもこのように記されていた。マッカートニーのドラムのブレイク部分で、ギターが再び入って来るミドル・セクションまでの8小節をカウントした。
オーバー・ダビング用にテイク19が使用され、8トラック・レコーダーに移し替えられたのち、トラック6にタンバリン、トラック7と8にスターとマル・エヴァンズの手拍子がバックとしたレノンとマッカートニーのボーカルが録音された。なお、サビの「Birthday」というコーラスは、後にレノンの妻となるオノ・ヨーコと当時のハリスンの妻であるパティ・ボイドが歌った。
その後、トラック5に追加のタンバリンとスネアドラム、ピアノが録音された。なお、ピアノの音は、エンジニアのケン・スコットのアイデアによりヴォックス製のギター・アンプとスピーカー・キャビネットに通された。
2018年に発売された『ザ・ビートルズ (ホワイト・アルバム)〈スーパー・デラックス・エディション〉』のCD6にテイク2が収録された。この音源において、レノンのギターはステレオ音像の左寄りに、ハリスンのギターは右寄りに配置されている。　

## クレジット
「バースデイ」でメンバーが担当した楽器については、いくつか論争が起きている。音楽評論家のイアン・マクドナルドは、2005年に出版した著書『Revolution in the Head: The Beatles' Records and the Sixties』で、リードギターを演奏したのはマッカートニーとレノンで、ベース（6弦ベース）を演奏したのはハリスンとしている。作家のブルック・ハルピンは、リードギターを演奏したのはレノンで、ベースを演奏したのはハリスンとしている。
以下、「誰が何をプレイしていたかに関する、一部の神話を完全に打ち砕く」テープ・ボックスの注釈をもとに、ケヴィン・ハウレットが提示したクレジットを記載する。
ビートルズ
- ポール・マッカートニー - リード・ボーカル、ベース、ピアノ
- ジョン・レノン - ボーカル、エレクトリック・ギター
- ジョージ・ハリスン - エレクトリック・ギター、タンバリン
- リンゴ・スター - ドラム、手拍子

外部ミュージシャン
- オノ・ヨーコ、パティ・ボイド - バッキング・ボーカル、手拍子
- マル・エヴァンズ - 手拍子

## カバー・バージョン

### ポール・マッカートニーによるセルフカバー
ポール・マッカートニーは、イギリスで1990年10月8日にライブ音源をシングルとして発売した。アメリカでは8月16日にシングル・カセットで発売された。翌月に発売されたライブ・アルバム『ポール・マッカートニー・ライブ!!』にも収録された本作は、全英シングルチャートで最高位29位、イタリアのシングルチャートで最高位3位を記録した。
日本でも1990年11月9日に8センチシングルが発売された。なお、邦題はビートルズ版が「バースデイ」となっているのに対し、こちらでは「バースデー」となっている。
シングルのB面には、同じくビートルズ時代のセルフカバー曲「グッド・デイ・サンシャイン」のライブ音源が収録され、マキシシングルと8センチシングルにはこのほかに「P.S.ラヴ・ミー・ドゥ」と「幸せのノック」のライブ音源も収録された。
また、2010年7月7日、アメリカのラジオシティ・ミュージックホールで行われた70歳の誕生日を迎えたスターのバースデーライブにマッカートニーが飛び入り参加。本曲を二人で披露した。

#### シングル収録曲
収録曲の作詞作曲は「幸せのノック」を除き、レノン＝マッカートニー。
| #         | タイトル                                          | 作詞・作曲             | 時間  |
| --------- | ------------------------------------------------- | ---------------------- | ----- |
| 1.        | 「バースデー」(Birthday)                          |                        | 2:43  |
| 2.        | 「グッド・デイ・サンシャイン」(Good Day Sunshine) |                        | 2:14  |
| 3.        | 「P.S.ラヴ・ミー・ドゥ」(P.S. Love Me Do)         |                        | 3:17  |
| 4.        | 「幸せのノック」(Let 'Em In)                      | ポール・マッカートニー | 5:21  |
| 合計時間: | 合計時間:                                         | 合計時間:              | 13:35 |

| #         | タイトル                                          | 作詞・作曲 | 時間 |
| --------- | ------------------------------------------------- | ---------- | ---- |
| 1.        | 「バースデー」(Birthday)                          |            | 2:43 |
| 2.        | 「グッド・デイ・サンシャイン」(Good Day Sunshine) |            | 2:14 |
| 合計時間: | 合計時間:                                         | 合計時間:  | 4:57 |

#### クレジット（ポール・マッカートニー版）
- ポール・マッカートニー - リード・ボーカル、ベース
- ヘイミッシュ・スチュアート - エレクトリック・ギター、バッキング・ボーカル
- ロビー・マッキントッシュ - エレクトリック・ギター、バッキング・ボーカル
- リンダ・マッカートニー - キーボード、バッキング・ボーカル、タンバリン
- ポール'ウィックス'ウィッケンズ - キーボード、バッキング・ボーカル
- クリス・ウィッテン - ドラム

#### チャート成績
| チャート (1990年)              | 最高位 |
| ------------------------------ | ------ |
| ヨーロッパ (Eurochart Hot 100) | 75     |
| イタリア (Musica e dischi)     | 3      |
| オランダ (Single Top 100)      | 68     |
| UK シングルス (OCC)            | 29     |
| US Mainstream Rock (Billboard) | 35     |

### その他のアーティストによるカバー
- アンダーグラウンド・サンシャイン - 1969年にシングル盤として発売。Billboard Hot 100で最高位26位を記録している[16]。
- スウィングル・シンガーズ - 2002年に発売されたアルバム『Ticket to Ride - A Beatles Tribute』に収録[17]。
- フィッシュ - 2002年に発売されたアルバム『Live Phish Volume 13』に収録[18]。
- ポール・ウェラー - マッカートニーの70歳の誕生日である2012年6月18日に一日限定でカバーした音源を配信[19]。

## メディアでの使用
- フジテレビ系列で放送されていたバラエティ番組『志村けんのバカ殿様』のCM前後の提供紹介時等のBGMとして、長年に渡り使用されていた。